# NGC 238
NGC 238 este o galaxie spirală barată situată în constelația Phoenix. A fost descoperită în 2 octombrie 1834 de către John Herschel.